# Alojzij Krapež
Alojzij (Alojz) Krapež, slovenski politik, * 2. junij 1958, Otlica, † januar 2023.
V 4. vladi Republike Slovenije je bil med 13. marcem 1997 in 24. novembrom 1998 minister za obrambo Republike Slovenije. 
Leta 2000 je bil kandidat Demokratske stranke Slovenije na parlamentarnih volitvah (v 2. volilni enoti, 10. volilni okraj) in leta 2004 na volitvah v Evropski parlament. Leta 2008 je bil kandidat Socialnih demokratov na parlamentarnih volitvah.
Je diplomant Fakultete za strojništvo in magister managementa.
Leta 1998 se je v oddaji Super POP voditelja Stojana Auerja spustil po toboganu v bazen milnice.